# Manfred Hiptmair
Manfred Hiptmair (* 24. Dezember 1965 in Schwanenstadt) ist ein österreichischer Judoka.

## Karriere
Hiptmair kämpfte für den JSV-Attnang und nahm 1992 an den Olympischen Sommerspielen in Barcelona teil. Sein größter Erfolg war der 7. Rang bei den Weltmeisterschaften 1991 in Barcelona, wodurch er sich schon vorzeitig die Teilnahme ein Jahr später bei den Spielen sicherte.
Derzeit arbeitet er in Attnang-Puchheim als Bademeister.

## Erfolge
Folgende Erfolge konnte Hiptmair jeweils in der 60-kg-Gewichtsklasse erreichen:
- 1. Rang ASKÖ World Tournament Leonding 1993
- 2. Rang Polen Open Olsztyn 1990
- 2. Rang Czech Cup Prag 1991
- 2. Rang Mannschaftseuropameisterschaft Novi Sad 1986
- 3. Rang Swiss International Basel 1994
- 3. Rang Polen Open Warschau 1993
- 3. Rang Tournoi de Paris 1993
- 3. Rang Czech Cup Prag 1992
- 3. Rang International Tournament Potsdam 1990
- 3. Rang Polen Open Warschau 1989
- 3. Rang ASKÖ World Tournament Leonding 1986
- 7. Rang Weltmeisterschaft Barcelona 1991
- mehrfacher österreichischer Meister